# 브리미르
브리미르(고대 노르드어: Brimir)는 노르드 신화의 거인 위미르의 다른 이름이며, 동시에 라그나로크의 말세 이후 생존자들이 살게 되는 집의 이름이다.
라그나로크 이후의 집 브리미르는 《신 에다》 중 〈길피의 속임수〉 제52장에 언급된다.
《고 에다》 중 〈무녀의 예언〉 제9절에 보면 "브리미르"와 "블라인"이 위미르의 이명이라고 언급된다. 같은 시 제37절에서 맥주홀을 소유하고 있는 어떤 거인의 이름이 브리미르라고 하는데, 이 브리미르가 위미르와 동일인인지 여부는 알 수 없다. 스노리는 이 브리미르가 맥주홀을 소유하고 있다는 데 착안해 〈길피의 속임수〉에서 생존자들이 살게 될 집을 브리미르라고 한 것 같은데, 이 브리미르와 그 브리미르가 같은 장소인지 여부 역시 불확실하다.

## 참고 자료
- Faulkes, Anthony (transl.) (1987). Edda (Snorri Sturluson). Everyman. ISBN 0-460-87616-3.
- Larrington, Carolyne (transl.) (1996). The Poetic Edda. Oxford World's Classics. ISBN 0-19-283946-2.